# Karl Liecke
Karl Liecke bio je Obersturmbannführer Waffen SS-a tijekom Drugog svjetskog rata. Odlikovan je Viteškim križem željeznog križa, odlikovanjem za iznimnu hrabrost na bojnome polju i dobrome vojnome vodstvu u Njemačkoj tijekom Drugog svjetskog rat.
Obersturmbannführer Karl Liecke je bio zapovjednik II. bojne, 3. SS Schutzen Regiment (zaštitna pukovnija) prije preuzimanja zapovjedništva nad 27. Waffen Gebirgsjager Regiment (Oružana gorska pukovnija) Handžar divizije u siječnju 1945. Odlikovan je viteškim križem za vrijeme zapovjedanja nad 27. Waffen Gebirgsjager Regiment pred kraj rata, 3. svibnja 1945.